# Iglesia de San Gabriel (St. Gabriel)
La iglesia de San Gabriel es una iglesia católica con origen en la época de la Luisiana española del siglo XVIII, situada en San Gabriel, parroquia de Iberville, Luisiana, Estados Unidos. 

## Historia
La iglesia fue edificada en 1769, época de la Luisiana Española, en un emplazamiento cercano al río Mississippi. Fue propiciada por mandato del vicario general fraile capuchino padre Dagobert, quien se trasladó a la Luisiana francesa desde Quebec en Nueva Francia (actual Canadá) en 1722. Testimonio de la iglesia original es la campana, con la inscripción Sancta Maria de la Merced, Ora Pro Nobis-Se Hizo-Commendodos-MRPI Ygnacio de Jesus Maria-Ano de 1768.
En 1772, época del gobernador Luis de Unzaga, fue trasladada a su lugar actual, lejos del río. Los registros de bautismo y matrimonio más antiguos que se conservan datan de 1773, oficiados por el padre capuchino Ángel de Revillagodas.
Entre los feligreses de la parroquia han destacado Paul Hebert, gobernador de Luisiana (1853-1856), el escultor Pierre Joseph Landry y el arquitecto Charles B. Dakin.
En 2008, el huracán Gustav destruyó el campanario original de la iglesia original. Tras el huracán fue posteriormente reparado.

## Descripción
El antiguo edificio de la iglesia parroquial fue incluido en el Registro Nacional de Lugares Históricos el 27 de noviembre de 1972. El edificio de la iglesia cuenta con una estructura de vigas de madera en un gran estado de conservación, por lo que se considera el más antiguo obtenido por EE. UU. en la Compra de Luisiana a principios del siglo XIX.
La parroquia comprende la iglesia de San Gabriel y la capilla del Sagrado Corazón de Carville (parroquia de Iberville, Luisiana). Pertenece a la diócesis de Baton Rouge y su sacerdote el padre Charlie Landry. 